# Winchester, uno entre mil
Winchester, uno entre mil es una película del año 1968 dirigida por el cineasta italiano Primo Zeglio, protagonizada por Peter Lee Lawrence, y perteneciente al subgénero de los spaghetti westerns. El argumento es original y está muy bien desarrollado, dando como resultado un film de gran calidad.
El título hace referencia al rifle Winchester Uno Entre Mil, una edición limitada que se sacaba a la venta cada vez que se alcanzaban las mil unidades producidas.

## Argumento
El joven Jesse (Peter Lee Lawrence) regresa a su pueblo natal diez años después de haber matado a los asesinos de sus padres, y le convencen para que se presente a ayudante del sheriff. Uno de los casos a los que se enfrentará es descubrir al asesino que utiliza como arma homicida un rifle Winchester único, de lo cual se culpa al novio de un antiguo amor del joven. Este descubrirá al verdadero asesino y rescatará a una joven, hija del sheriff.

## Reparto
- Peter Lee Lawrence: Jess Brayn
- Marisa Solinas: Sheila
- Eduardo Fajardo: Rengoold
- Armando Calvo: Bill Bragg
- Rosalba Neri: Fanny Endes
- Miguel Del Castillo
- Nello Pazzafini: Jack Bradshaw
- Paola Barbara: hermana de Bill
- José Jaspe: amigo de Jess
- Luis Induni: Sheriff
- Luis Bar Boo
- Víctor Israel: Dickson
- Rafael Albaicín